# Administrador de concelho

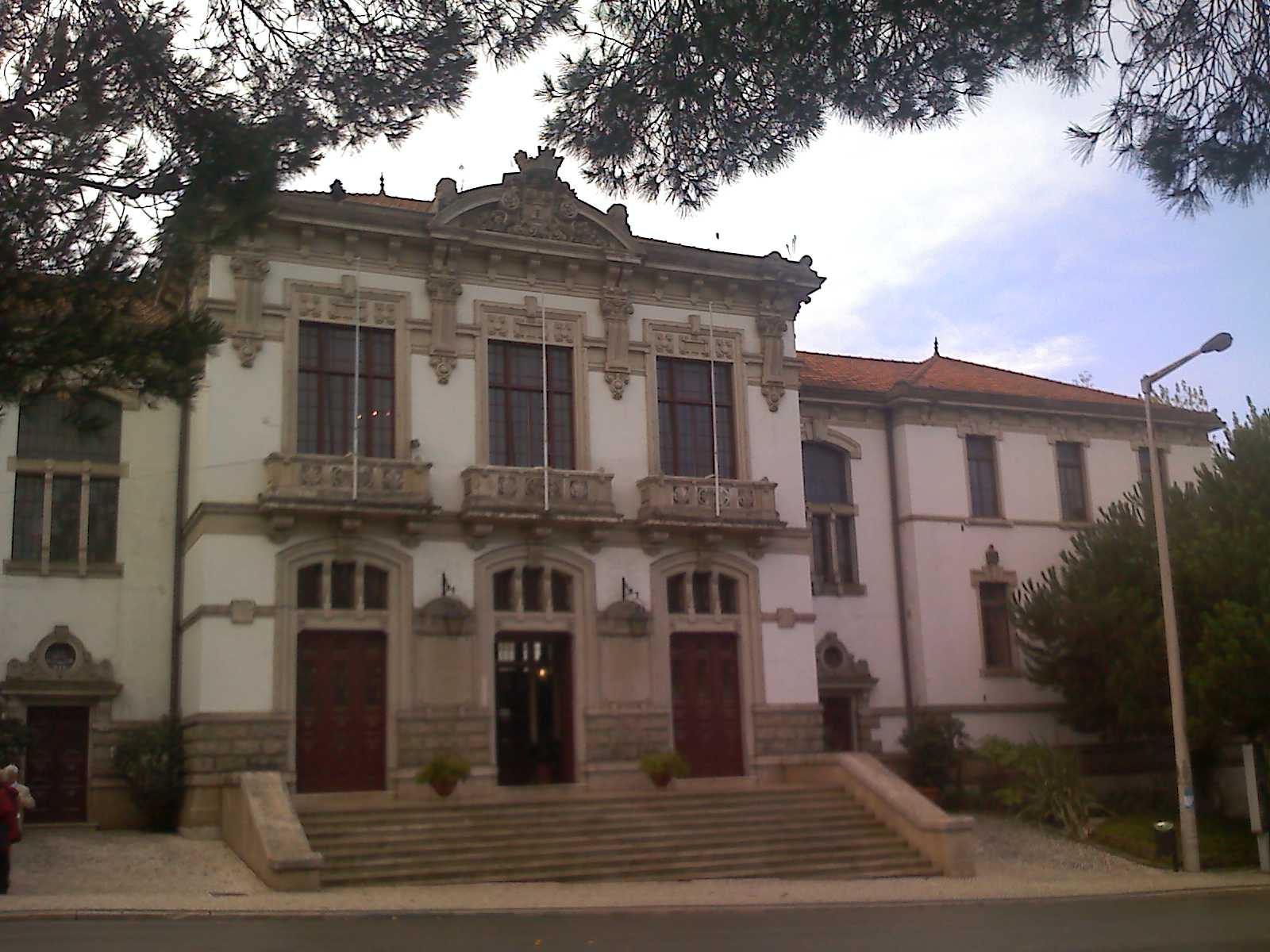
Paços do Concelho de Leiria, edifício onde funcionava a Administração do Concelho de Leiria, juntamente com a Câmara Municipal, o Tribunal e a Repartição de Fazenda.

O administrador de concelho constituía o magistrado administrativo existente junto de cada concelho de Portugal, entre 25 de abril de 1835 e 31 de dezembro de 1937.

## História
No Antigo Regime, a Coroa de Portugal era representada, na maioria das municipalidades do Reino, por um juiz de fora, que exercia tanto competências administrativas como as de magistrado judicial.
A introdução da Monarquia Constitucional levou à separação dos poderes judicial, executivo e legislativo. A separação de poderes foi também implantada ao nível local, limitando-se os juízes à função judicial e criando-se magistrados administrativos separados daqueles. Na sequência das reformas de Mouzinho da Silveira, por Decreto de D. Pedro IV de Portugal de 16 de maio de 1832, junto de cada concelho passaria a existir um Provedor de Concelho, que exerceria a função de delegado do governo central, designado por este. Separado da provedoria de concelho, cada município continuaria a dispor duma Câmara Municipal como órgão de administração municipal, com o seu presidente e vereadores eleitos localmente.
A Administração do Concelho foi criada pela Carta de Lei de D. Maria II de Portugal de 25 de abril de 1835, que regulamentava a divisão administrativa do país, e pelo Decreto da mesma Rainha de 18 de julho de 1835, que regulamentava a organização administrativa do território. Os provedores de concelho foram substituídos pelos administradores de concelho, com competências semelhantes às daqueles. Ao contrário dos provedores de concelho, os administradores de concelho eram eleitos localmente, sendo formada uma lista com as pessoas mais votadas, da qual uma era escolhida pelo governo. Ao longo da sua existência, a forma da escolha dos administradores de concelho foi variando, ora sendo tendencialmente electiva ora de nomeação inteiramente governamental.
Em Lisboa e no Porto, por serem as duas maiores cidades do país, não existia um administrador de concelho mas sim vários administradores de bairro, que exerciam as mesmas funções em áreas subdivididas das referidas cidades, que equivaliam, pelo seu tamanho, aos demais concelhos, mais pequenos.
A referida Carta de Lei estabelecia no seu Art.º 3.º que "Haverá em cada concelho um Agente de Administração Geral que se denominará administrador do concelho, escolhido pelo governo […]". Já o Decreto, o segundo diploma citado, para além de confirmar a existência dum administrador do concelho em cada concelho estabelecia, no seu Art.º 59.º e seguintes, todas as suas competências, tais como: executar as ordens, instruções e regulamentos transmitidos pelo governador civil do distrito; dirigir os trabalhos públicos efectuados nos limites do concelho e que não fossem pagos pela municipalidade; superintender e vigiar, diariamente, tudo o que respeitasse à polícia preventiva; inspeccionar as escolas públicas que não pertençam a estabelecimentos dotadas de superior especial; fiscalizar os lançamentos e cobranças das contribuições directas; recensear e elaborar o mapa da população; inspeccionar os pesos e medidas com vista à segurança e fidelidade do comércio.
A Administração do Concelho foi extinta pelo Decreto N.º 14.812 da Ditadura Militar de 31 de dezembro de 1927. No entanto, a figura do Administrador do Concelho perdurou até à publicação do Código Administrativo de 1936, no Estado Novo.
O Código Administrativo de 1936 transferiu para os presidentes das câmaras municipais – que passaram a ser nomeados pelo governo central - todas as competências dos administradores dos concelhos. Os presidentes das câmaras municipais passaram, então, a ter um estatuto duplo de chefes da administração municipal e de delegados da administração central. A transferência de competências levou à extinção da função de administrador de concelho, a 31 de dezembro de 1937. Nos concelhos de Lisboa e do Porto, mantiveram-se os administradores dos bairros, mantendo-se os respetivos presidentes das câmaras municipais sem as competências de magistrados administrativos.
A Constituição Portuguesa de 1976, com a Terceira República Portuguesa, retirou aos presidentes das câmaras municipais as competências de magistrados administrativos, voltando a ser apenas chefes do executivo municipal. Desde então, desapareceu a figura de magistrado administrativo junto dos concelhos.